# Astolfo Moretti
Astolfo Moretti (Badia al Pino, 21 ottobre 1910 – 12 dicembre 1971) è stato un politico italiano.

## Biografia
Nel secondo dopoguerra è attivo nel movimento contadino, alla testa delle lotte contro il latifondo e per la riforma agraria. Esponente del Partito Comunista Italiano, è consigliere comunale a Castiglione della Pescaia e poi vice-presidente della Provincia di Grosseto. 
Candidato al Senato in Toscana nel 1963, risulta il primo dei non eletti del PCI, subentra poi a Palazzo Madama nel febbraio 1964 dopo il decesso di Nicola Vaccaro, rimane in carica sino a fine Legislatura nel 1968. Successivamente è presidente dell'azienda delle farmacie comunali di Grosseto.
Muore a 61 anni.